# Kerstin Palzer
Kerstin Palzer (* 1968 in Bremerhaven) ist eine deutsche Moderatorin, Journalistin und Redakteurin.

## Leben
Kerstin Palzer wuchs in Bremerhaven und Wiesbaden auf.
Nach ihrem Abitur absolvierte sie von November 1987 bis Mai 1992 ein Studium der Politikwissenschaften, Kommunikationswissenschaften und des Rechts für Sozialwissenschaftler an der Ludwig-Maximilians-Universität München und schloss dies mit dem Magister ab.
Ihre journalistische Laufbahn begann sie 1990 beim Deutschen Fernsehfunk in Berlin-Adlershof in der Redaktion Prisma, einem innenpolitischen Magazin des DDR-Fernsehens. 1991 wechselte sie als Reporterin zum DFF nach Halle (Saale) und nach Magdeburg. Seit der Gründung des Mitteldeutschen Rundfunk (MDR) war sie als Reporterin, Moderatorin und Redakteurin insbesondere in Sachsen-Anhalt tätig, später auch als Chefin vom Dienst für das regionale Nachrichtenmagazin Sachsen-Anhalt heute.
Von 2015 bis 2017 war sie Korrespondentin der Deutschen Welle in Moskau. Später wechselte sie zur ARD ins Hauptstadtstudio nach Berlin, wo sie seit 2019 als Korrespondentin über die Bundespolitik berichtet. 
Kerstin Palzer ist verheiratet und lebt mit ihrem Mann in Berlin.